# Самойленко Костянтин Андрійович
Костянтин Андрійович Самойленко (9 січня 1960, Київ —†20 травня 2012, Київ) — український художник, майстер по роботі з емаллю, металом, деревом. Представник   Нової української хвилі
Народився 9 січня 1960 року у Києві. У шкільні роки відвідував студію живопису при Будинку піонерів. Через кольорову аномалію не був прийнятий в художній інститут. У 1977—1978 рр. вчився майстерності жостівського декоративного розпису. Брав приватні уроки у Вілена Барського. У 1979—1988 працював на Республіканському виробничому експериментальному об'єднанні емаль'єром. Працював на фабриці підлакового жипопису. Перейшов у майстерню при Лаврі, де займався перебірчастою та гарячою емаллю. У 1988—2001 роках був членом кооперативу "Гончарі" (що на Андріївському узвозі). 
Брав участь у виставках неофіційного мистецтва об'єднання   Біла ворона  у складі групи авангардних художників «39,2 °», що выдбувались  в  київському кінотеатрі  «Зоряний»,   разом з  Юрієм Вакуленко, Володимиром Архиповим, Олександром Кузнецовим і  Рафаелем Левчиним (не постійно),   представляючи нове Українське мистецтво за кордоном.
Його роботам притаманне гостре відчуття сучасності, певне філософічне осмислення, що візуально сприймається як узагальненість форм і виразна кольорова декоративність.
Рботи знаходяться в приватних колекціях в Україні, США, Франції, Німеччині, Польщі, Росії.

## Виставки
- 1986 р. Учасник республіканських виставок (Київ, Харків, Львів)
- 1986 р. Учасник всесоюзної виставки, Москва
- 1987 р. Виставка в   ЦСМ «Совіарт», " 21 погляд ", Молоді сучасні українські художники, Київ
- 1988 р. Виставка «39,2 °» у складі об'єднання "Біла ворона" в  кінотеатрі  «Зоряний», Київ
- 1990 р. Учасник виставок прикладного декоративного мистецтва (Прага, Пшибраш, Кутна, Гора)
- 1990 р. Учасник виставки в Німеччині (живопис)
- 1990 р. Учасник виставки SOVIET ART. SOVIET ARTISTS South Yarmouth. USA
- 1991 р. Учасник виставок прикладного декоративного мистецтва (Польща, Чехословаччина)

## Роботи

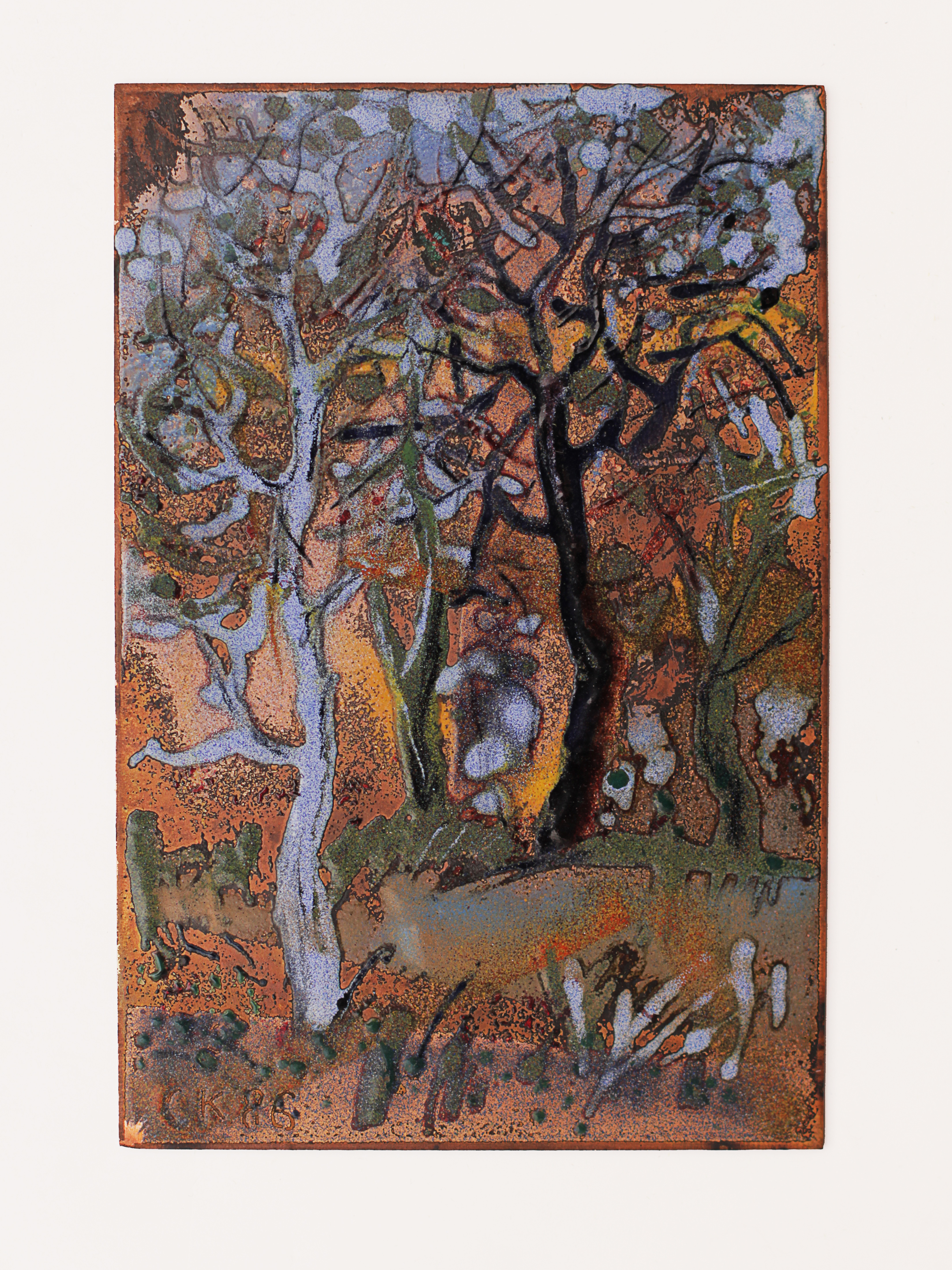